# Palaemonetes paludosus
Palaemonetes paludosus – gatunek krewetki z rodziny Palaemonidae.

## Opis (z wyróżnieniem cech grupy i cech gatunku)
Charakterystyczne dla krewetek z rodzaju Palaemonetes jest dobrze rozwinięte rostrum okrywające wyrostki grzbietowe i brzuszne, gładki pancerz i odwłok, zaokrąglone odnóża brzuszne oraz dobrze rozwinięte oczy z barwną rogówką.
Palaemonetes paludosus mają od sześciu do ośmiu zębów na grzbietowej powierzchni rostrum oraz trzy do czterech na powierzchni brzusznej. Krewetki te są przeźroczyste i osiągają średnio 47mm długości. Występuje dymorfizm płciowy – na endopoditach 2 pary pleopodiów samców znajduje się appendix masculina  przyczepiony do appendix interna. Poza tym endopodity na pierwszej parze pleopodiów są u samców większe niż u samic.(Baranowski C. 2011)

## Występowanie
Występuje w wielu siedliskach słodkowodnych. Gatunek jest szeroko rozpowszechniony w środkowych Stanach Zjednoczonych, aż po wschodni Teksas. Gatunek został również wprowadzony do południowej Kalifornii i w północnym Meksyku. (De Grave, S. & Rogers, C. 2013).

## Ekologia
Palaemonetes paludosus rozmnażają się płciowo. Jajniki samic w okresie godowym przyjmują zielonkawe zabarwienie. Samce przeprowadzają kopulację po wylince (ponieważ ich egzoszkielet jest wtedy miękki). Spermatofor jest przenoszony przez samca na samicę, gdzie pozostaje aż do złożenia jaj. Część spermatoforu rozpuszcza się, a plemniki są uwalniane, co powoduje zewnętrzne zapłodnienie jaj, które następnie przylegają do kości udowych i szczecin na brzusznej powierzchni samicy. (Beck, T., B. Cowell. 1976)
Wylęg Palaemonetes paludosus z jaj po okresie inkubacji trwa ok. 13 dni w temperaturze od 26 do 28° C. Rozwój od wylęgu do dojrzałości trwa ok. 3 miesiące (temperatury poniżej 26° C opóźniają dojrzewanie). Rozwój larw składa się z trzech etapów. W pierwszym stadium larwalnym (larwy typu zoëa) osiągają rozmiary od 3,7 do 3,9 mm. Rostrum jest proste, z garbami grzbietowymi blisko podstawy i zwykle nie ma kolców. Brzuch ma sześć segmentów, dwa ostatnie są połączone z telsonem. Larwy mają żółtawy kolor, a pod pancerzem znajduje się ciemnozielonkawe żółtko.
Drugie stadium larwalne osiąga rozmiary od 3,8 do 4,1 mm. Cechą różnicującą jest to, że oczy zostają oddzielone od a na telsonie pojawia się para kolców.
Trzecie stadium larwalne to krewetki w rozmiarach od 3,8 do 4,4 mm. Charakterystyczna jest obecność uropodii i drugiego grzbietowego kolca na rostrum.
W stadium po larwalnym wydłuża się wić nosowa, na pleopodiach pojawiają się szczeciny, a rostrum posiada 3 grzbietowe kolce. (Dobkin, S. 1963)
Dieta jest zdominowana przez glony, ale żywią się również roślinami naczyniowymi, owadami wodnymi i innymi gruboziarnistymi substancjami organicznymi. W warunkach laboratoryjnych obserwowano zjadanie wodnych chwastów.
Są pokarmem dla wielu ryb i ptaków. Podatność na drapieżniki często jest odwrotnie proporcjonalna do złożoności siedliska. Przy większym zróżnicowaniu ekosystemu krewetki te, mają większą szansę na ukrycie się przed drapieżnikami. W ciągu dnia najczęściej bytują blisko dna zbiornika wodnego, by uniknąć zagrożenia ze strony np. ptactwa. Dodatkową formą kamuflażu jest ich przeźroczysta barwa. (Baranowski C. 2011)

## Znaczenie w ochronie środowiska
Palaemonetes paludosus są ważne dla przepływu energii i obrotu detrytusu w siedliskach słodkowodnych. Interakcje między tymi krewetkami, drapieżnikami bentosowymi i osobnikami nektonicznymi mają silny wpływ na gęstość denną i skład społeczny. Wszystkożerne krewetki są ważnymi organizatorami struktury społeczności i odgrywają kluczową rolę w zmniejszaniu pokrycia osadów na podłożach skalnych, co zwiększa populacje glonów.
Pasożytniczy izopod Probopyrus pandalicola używa Palaemonetes paludosus jako swojego gospodarza. Pasożyty te sterylizują samice, zapobiegając dojrzewaniu jajników. Powoduje to  wzrost zewnętrznych cech płciowych męskiego osobnika. Wzrost szczypiec jest przyspieszany, a rozwój pleopodiów jest spowolniony. (Baranowski C. 2011)

## Znaczenie dla gospodarki
Palaemonetes paludosus jest używany przez ludzi jako gatunek hodowany w akwariach, ze względu na swój unikalny wygląd. (Baranowski C. 2011)

## Aktualne kierunki badań naukowych charakteryzowanego gatunku
W najnowszych badaniach dotyczących tego gatunku opisywany jest wpływ kofeiny na pracę serca.  (Garnto K., Satterfield A., et.al., 2016).
Przeprowadzane były także badania dot. Wpływu fosforu na faunę zbiorników wodnych z wykorzystaniem Palaemonetes paludosus. (Hagerthey S., Cook M., Kobza M., et.al., 2014)  